# Roman Serbyn
Roman Serbyn est un historien canadien d'origine ukrainienne, spécialiste de l'histoire de l'URSS et de l'Europe de l'Est. Il est né en 1939 à Viktoriv, près de Halytch en Ukraine, mais réside à Montréal avec sa famille depuis 1948.
Il est professeur à l'Université du Québec à Montréal. Il est surtout connu pour ses ouvrages et les nombreux articles consacrés à l'histoire de l'Ukraine et l'Holodomor.

## Œuvres
- Famine in Ukraine 1932-1933 en collaboration avec Bohdan Krawchenko, 1986,  (ISBN 0-920862-43-8)
- Holod 1921-1923 I Ukrainska Presa V Kanadi, 1992,  (ISBN 0-9696301-0-7)